# 長野県道38号飯山野沢温泉線
長野県道38号飯山野沢温泉線（ながのけんどう38ごう いいやまのざわおんせんせん）は、長野県飯山市から下高井郡野沢温泉村に至る県道（主要地方道）である。

## 概要
長野県飯山市の北陸新幹線飯山駅前から下高井郡木島平村を経由して野沢温泉（下高井郡野沢温泉村豊郷）に至る。
長らく起点は県道や国道には接続していなかった（国道117号旧道にあたる市道交差点を起点としていた）が、北陸新幹線飯山駅の開業に伴う道路整備を経て2018年（平成30年）に経路が変更され、現在は長野県道97号飯山斑尾新井線との交点を起点としている。

### 路線データ

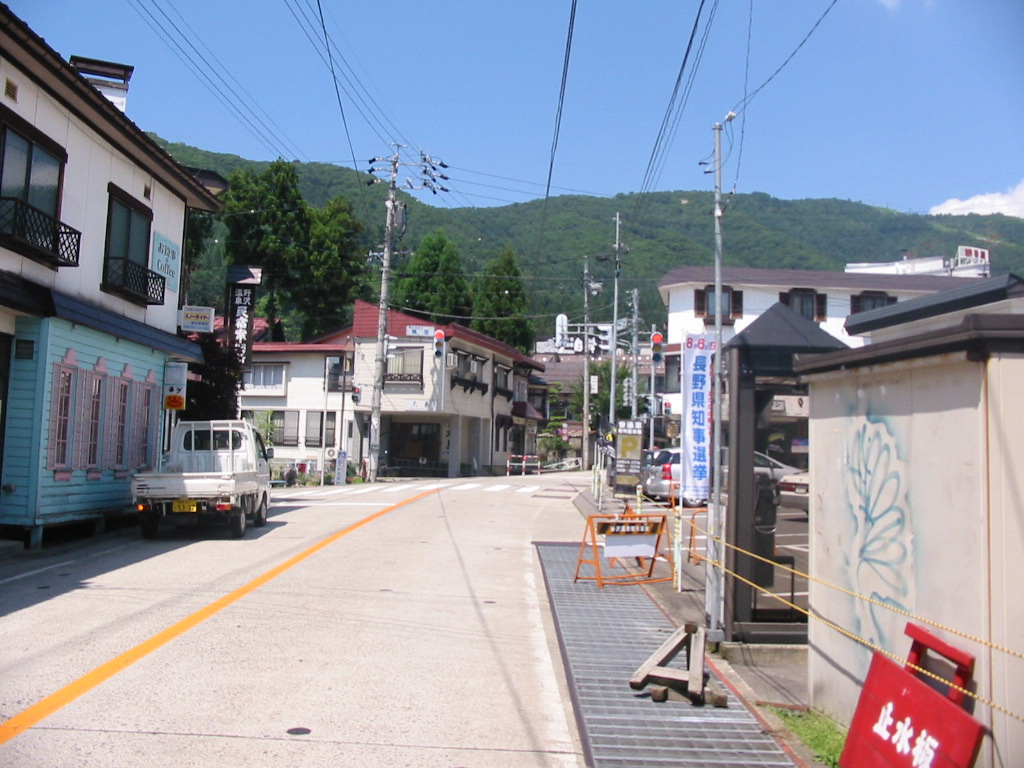
野沢温泉村終点付近

- 起点：飯山市南町（飯山駅北交差点＝長野県道97号飯山斑尾新井線交点）
- 終点：下高井郡野沢温泉村（横落交差点＝長野県道353号野沢上境停車場線交点）

## 歴史
- 1955年（昭和30年）2月3日 - 飯山豊郷線を飯山野沢温泉線へ変更。
- 1964年（昭和39年）12月28日 - 主要地方道に指定[2]。
- 1993年（平成5年）5月11日 - 建設省から、県道飯山野沢温泉線が飯山野沢温泉線として主要地方道に再指定される[3]。
- 2018年（平成30年）5月21日 - 道路の区域変更。起点が飯山駅南交差点から飯山駅北交差点に変更となる（588.6m延伸）[1]。

## 路線状況

### 重複区間
- 長野県道354号馬曲木島停車場線（下高井郡木島平村上木島・蛭川橋交差点 - 下高井郡木島平村往郷・中村交差点）

### 道路施設

#### 橋

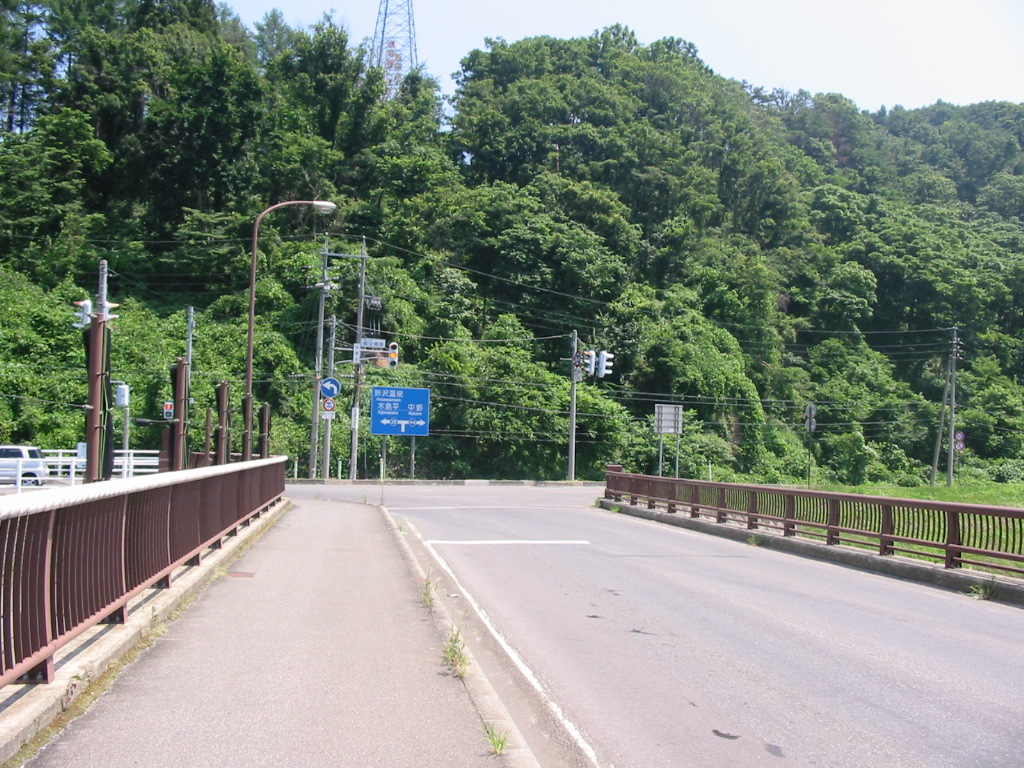
綱切橋

- 綱切橋 - （飯山市・千曲川）

#### 道の駅
- 道の駅FARMUS木島平（国道403号経由、蛭川橋交差点から約100m）

## 地理

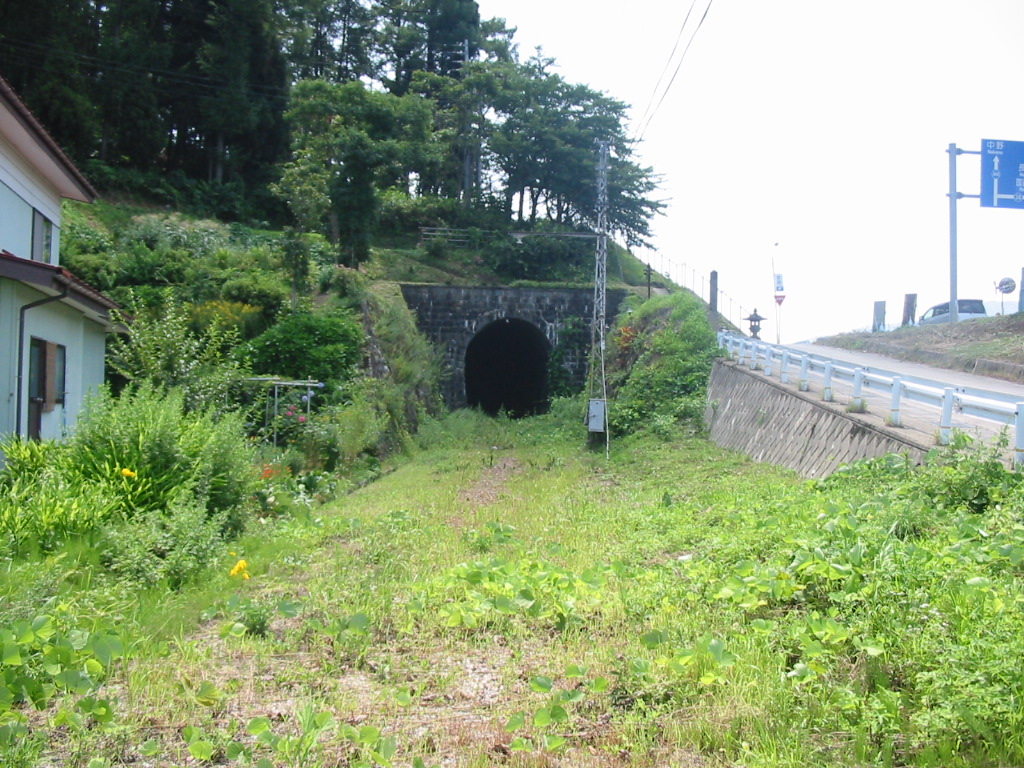
長野電鉄木島線跡

周辺には、千曲川などがある。

### 通過する自治体
- 飯山市
- 下高井郡木島平村
- 飯山市
- 下高井郡野沢温泉村

### 交差する道路
- 飯山駅北交差点（飯山市南町＝起点）
  - 長野県道97号飯山斑尾新井線
- 飯山駅南交差点（飯山市飯山）
  - 長野県道96号飯山妙高高原線
- 新町交差点（飯山市飯山）
  - 国道117号（飯山バイパス）
- 綱切橋東交差点（飯山市木島）
  - 長野県道414号中野飯山線
- 蛭川橋交差点（下高井郡木島平村上木島）
  - 国道403号
- 中村交差点（下高井郡木島平村往郷）
  - 長野県道354号馬曲木島停車場線
- 関沢交差点（飯山市瑞穂）
  - 長野県道419号関沢小沼線
- 小菅北竜湖入口交差点（飯山市瑞穂）
  - 長野県道410号柏尾戸狩停車場線

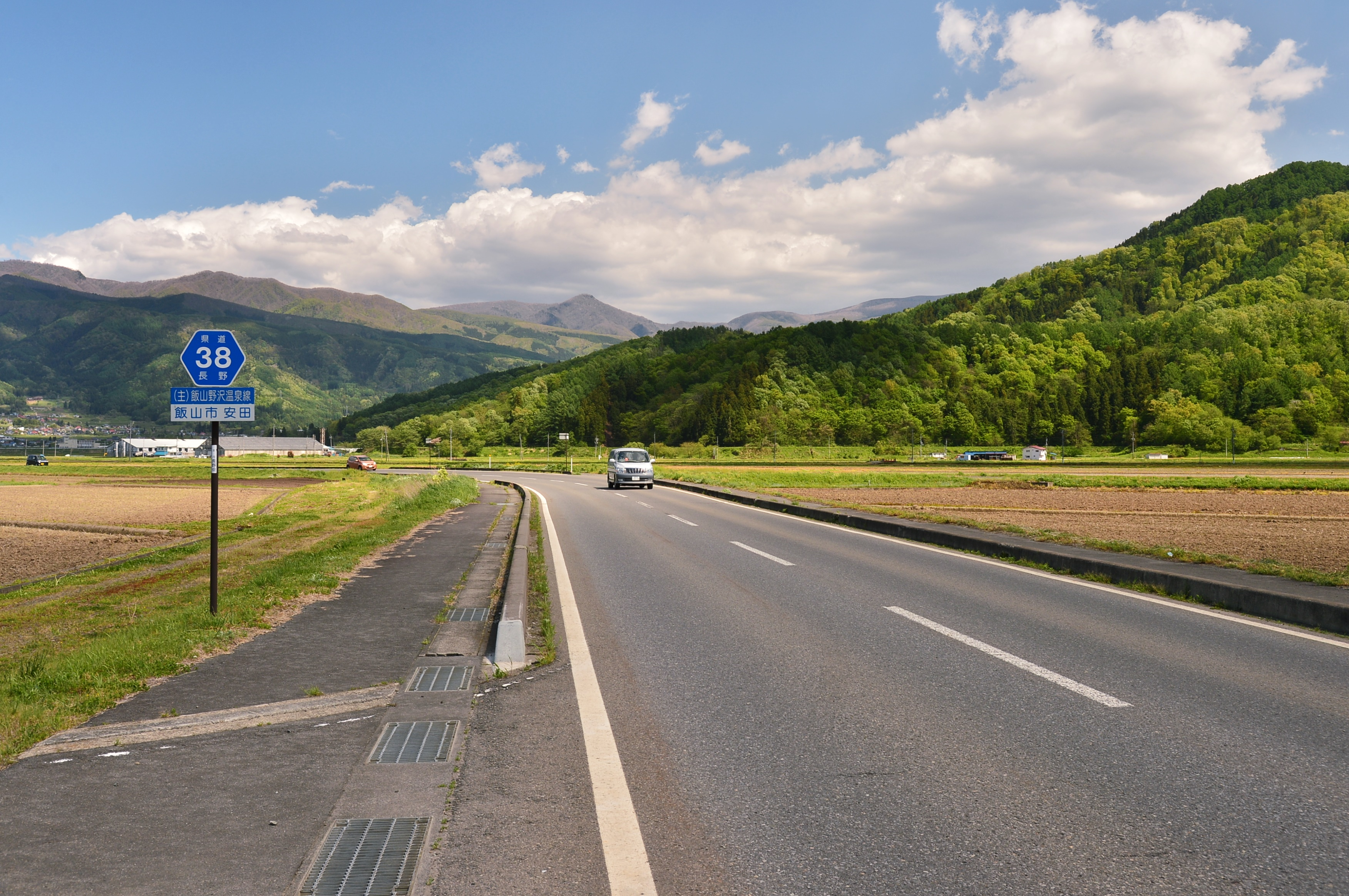
長野県道38号飯山野沢温泉線・飯山市木島大字安田（2016年5月）

- 横落交差点（下高井郡野沢温泉村豊郷＝終点）
  - 長野県道353号野沢上境停車場線

### 沿線にある施設など
- JR飯山駅
- 木島平村立北部小学校
- 長野県下高井農林高等学校
- 飯山市立東小学校
- 菜の花公園
- 野沢温泉スキー場
- 野沢温泉